# Jefferson Luis
Jefferson Luis Teixeira Silva, mais conhecido como Jefferson Luis (Guaíba, 23 de novembro de 1983) é um futebolista brasileiro que atua como meia. Atualmente está sem clube.

## Carreira
Jefferson Luis começou sua carreira profissional no São Paulo de Rio Grande. Em janeiro de 2004, transferiu-se para o Slavia Praha da República Tcheca. De lá, no mesmo ano, passou para o Central Español do Uruguai, e retornou ao Brasil para o São José de Porto Alegre em março de 2005. Voltou ao clube uruguaio em 2006, e de lá foi para a Aparecidense, de Goiás. Ainda em 2006, voltou a sair do Brasil, para o General Caballero da segunda divisão do Paraguai, e retornou ao São José de Porto Alegre em janeiro de 2007. Em setembro daquele ano foi emprestado ao Criciúma para disputar a Série B .
No primeiro semestre de 2010, de volta ao São José, Jefferson Luis, que até então sempre jogara como meia, foi escalado como centroavante pelo técnico Argel, tornando-se o artilheiro do Campeonato Gaúcho com 13 gols, e ajudando sua equipe a conquistar a 4ª posição na classificação geral. Por este desempenho, no final de abril, Jefferson foi contratado pelo Coritiba por 3 anos.
Disputou a Série B de 2011, atuando no Guarani e em 2012 jogou no Ituano.
Em 2013, disputou o Paulistão pelo União Barbarense e encerrou o ano pelo Pelotas, clube ao qual atuou em 2014.
No início de 2021, acerta com a Sapucaiense para a disputa da Terceirona Gaúcha.

## Títulos
Sparta Praga
- Campeonato Tcheco: 2003
- Copa da República Tcheca: 2004

Santa Cruz
- Copa Pernambuco: 2008

Coritiba
- Campeonato Brasileiro Série B: 2010[7]

Pelotas
- Recopa Gaúcha: 2014